# Eleccions legislatives noruegues de 1912

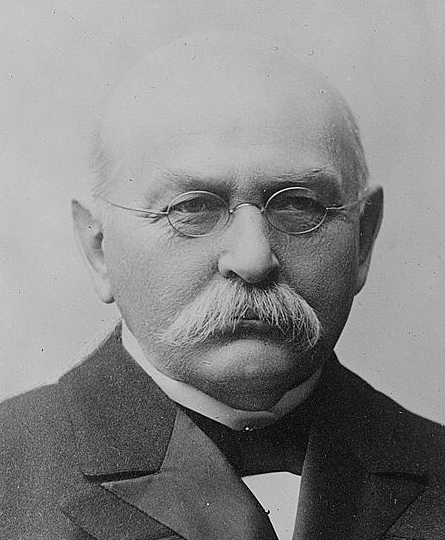
Gunnar Knudsen, escollit primer ministre el 1913.

Les eleccions legislatives noruegues de 1912 se celebraren el 1912 per a renovar els 123 membres del Storting, el parlament de Noruega. Els que obtingueren més escons foren els liberals, que primer formaren govern amb el conservador Jens Bratlie com a primer ministre de Noruega fins que el 1913 fou nomenat cap de govern el liberal Gunnar Knudsen.

## Suports
| Diari       | Partit recolzat | Partit recolzat    |
| ----------- | --------------- | ------------------ |
| Aftenposten |                 | Partit Conservador |

## Resultats
|         |                               |         |       |          |        |
| Partits | Partits                       | Vots    | Vots  | Escons   | Escons |
| Partits | Partits                       | #       | %     | #        | ±      |
|         | Partit Liberal                | 195,526 | 39.99 | 76 / 123 | 24     |
|         | Laboristes Demòcrates         | 195,526 | 39.99 | 6 / 123  | 4      |
|         | Partit Conservador de Noruega | 162,074 | 33.15 | 20 / 123 | 21     |
|         | Partit d'Esquerra Liberal     | 162,074 | 33.15 | 4 / 123  | 19     |
|         | Partit Laborista Noruec       | 128,455 | 26.27 | 23 / 123 | 12     |
|         | Total                         | 100%    | 100%  | 123      | 123    |